# Torkel Horney
Torkel Valdemar Horney, född 29 februari 1860 i Sundsvall, död 10 juli 1951 i Myckelgård, Mörsils församling, var en svensk läkare.
Torkel Horney var son till kommissionslantmätaren Johan Alfred Horney. Han blev 1879 student vid Uppsala universitet, medicine kandidat 1886 och 1890 medicine licentiat där. Efter studier vid Mösseberg 1890 och i Berlin 1891 blev han 1891 läkare och intendent vid Mörsils sanatorium. Vid detta, Sveriges första slutna vårdanstalt för lungtuberkulösa verkade Horney i mer än 50 år, tills det 1943 såldes till Jämtlands läns landsting. Han var därutöver 1917–1929 järnvägsläkare på linjen Mörsil-Krokoms järnväg och 1892–1930 tidvis tillförordnad provinsialläkare i Undersåkers, senare Mörsils distrikt.